# Јагода
Баштенска јагода, обична јагода, или само јагода (лат. Fragaria × ananassa), врста је зељасте биљке из истоименог рода из породице ружа (Rosaceae). Јагода је хибридна врста најпознатија по свом плоду који је широко распрострањен. Користи се за производњу разних дезерта као што су колачи, сладоледи, пите и чоколаде. Највероватније је настала укрштањем врста вирџинијска јагода (Fragaria virginiana) и чилеанска јагода (Fragaria chiloensis).
Баштенска јагода је првобитно узгајана у Бретањи у Француској током 1750-их преко укрштања вирџинијске јагоде (Fragaria virginiana) из источне Северне Америке и чилеанске јагоде (Fragaria chiloensis), коју је из Чилеа донео Амеде-Франсоа Фрезје 1714. године. Сорте баштенске јагоде (Fragaria × ananassa) замениле су, у комерцијалној производњи, шумску јагоду (Fragaria vesca), која је била прва врста јагоде култивисана почетком 17. века.
Јагода није, са ботаничке тачке гледишта, бобица. Технички, то је агрегатни додатни плод, што значи да меснати део није изведен из јајника биљке већ из посуде која држи јајнике. Свако привидно „семе” (ахенија) на спољашњој страни плода је заправо један од јајника цвета, са семеном унутар њега.

## Нутријенти
Сирове јагоде се састоје од 91% воде, 8% угљених хидрата, 1% протеина и садрже занемарљиво мало масти (табела). Референтна количина јагода од 100 грама даје 33 килокалорије, богат је извор витамина Ц (71% дневне вредности, ДВ), добар извор мангана (18% ДВ) и обезбеђује неколико других витамина и минерала у исхрани у малим количинама. Јагоде садрже скромну количину есенцијалних незасићених масних киселина у уљу ахенија (семена).

## Фитохемикалије
Баштенске јагоде садрже димерни елагитанин агримонин који је изомер сангуина Х-6. Други присутни полифеноли укључују флавоноиде, као што су антоцијанини, флаваноли, флавоноли и фенолне киселине, као што су хидроксибензојева киселина и хидроксициметна киселина. Јагоде садрже фисетин и поседују већи ниво овог флавоноида од другог воћа. Иако ахеније сачињавају само око 1% укупне свеже тежине јагоде, оне доприносе са 11% укупног полифенола у целом плоду; ахенијске фитокемикалије укључују елагинску киселину, гликозиде елагинске киселине и елагитанине.

### Боја
Пеларгонидин-3-глукозид је главни антоцијанин у јагодама, а цијанидин-3-глукозид се налази у мањим пропорцијама. Иако се сматра да је глукоза најчешћа замена шећера у антоцијанинима јагоде, конјугати рутинозе, арабинозе и рамнозе су пронађени у неким сортама јагоде.
Љубичасти мањи пигменти који се састоје од димерних антоцијанина (адукти флаванол-антоцијанина: катехин(4α→8)пеларгонидин 3-O-β-глукопиранозид, епикатехин(4α→8)пеларгонидин 3-O-β-глукопиранозид (4α→8) 3-O-β-глукопиранозид и епиафзелехин(4α→8)пеларгонидин 3-O-β-глукопиранозид) се такође могу наћи у јагодама.

### Укус и мирис
Како су укус и арома јагоде карактеристике које се могу свидети потрошачима, они се широко користе у разним производима, укључујући храну, пиће, слаткише, парфеме и козметику.
Слаткоћа, мирис и сложени укус су повољни атрибути. У укрштању и узгоју биљака, акценат се ставља на шећере, киселине и испарљива једињења, који побољшавају укус и мирис зреле јагоде. Естри, терпени и фурани су хемијска једињења која имају најјачу везу са укусом и мирисом јагоде, са укупно 31 од неких 360 испарљивих једињења у значајној корелацији са повољним укусом и мирисом. У узгоју јагода за комерцијално тржиште у Сједињеним Државама, испарљива једињења, метил антранилат и гама-декалактон који су истакнути у ароматичним шумским јагодама, посебно су пожељни због својих „слатких и воћних“ карактеристика ароме.
Хемикалије присутне у мирису јагода укључују:
- метил ацетат
--2-хексен-1-ол
--2-хексенал
--2-пентенал
--2,4-хексадиенал
--2-хексенил ацетат
--3-хексенил ацетат
- 1-хексанол
- 2-хептанол
- 2-хептанон
- 2-метил бутанска киселина
- 2-метилбутил ацетат
- алфа-терпинеол
- амил ацетат
- амил бутират
- бензалдехид
- бензил ацетат
- бутил ацетат
- бутил бутират
- бутил хексаноат
- бутерна киселина
- октанска киселина
- децил ацетат
- децил бутират
- d-лимонен
- етил 2-метилбутаноат
- етил 3-метилбутаноат
- етил ацетат
- етил бензоат
- етил бутират
- етил деканоат
- етил хексаноат
- етил октаноат
- етил пентаноат
- етил пропаноат
- етил-2-хексеноат
- α-фарнезен
- β-фарнезен
- фуранеол
- γ-декалактон[14][15]
- γ-додекалактон
- хептаноична киселина
- n-хексанал
- хексанска киселина
- хексил ацетат
- изоамил ацетат
- изоамил хексаноат
- изопропил ацетат
- изопропил бутаноат
- изопропил хексаноат
- линалоол
- месифуран
- метил антранилат[14][15]
- метил бутират
- метил хексаноат
- метил изовалерат
- метил октаноат
- метил пентаноат
- метил пропаноат
- (Е)-неролидол
- нонанал
- нонанска киселина
- оцименол
- октил ацетат
- октил бутират
- октил хексаноат
- октил изовалерат
- пропил бутират
- пропил хексаноат[21]

## Генетика
Савремене јагоде су октоплоидне (8 сетова хромозома). Секвенца генома баштенске јагоде објављена је 2019. године. У многим наставним програмима биологије почетног нивоа, јагоде се користе за демонстрирање екстракције ДНК. Нагађало се да је то због октоплоидије и повећане количине ДНК по ћелији, али то може бити олакшано и лакоћом разбијања ћелијских зидова у меснатом суду.

## Алергија
Неки људи доживљавају анафилактоидну реакцију након конзумације јагода. Најчешћи облик ове реакције је орални алергијски синдром, али симптоми такође могу да опонашају поленску грозницу или укључују дерматитис или копривњачу, а у тешким случајевима могу изазвати проблеме са дисањем. Протеомске студије показују да је алерген вероватно повезан са протеином за биосинтезу црвеног антоцијанина који се изражава при сазревању јагоде, са називом Fra a1 (Fragaria allergen1). Хомологни протеини се налазе у полену брезе и јабуке, што сугерише да људи могу развити унакрсну реактивност на све три врсте.
Сорте јагоде са белим плодовима, којима недостаје Fra a1, могу бити опција за особе које пате од алергије на јагоде. Пошто им недостаје протеин неопходан за нормално сазревање синтезом антоцијана црвених пигмената, оне не поцрвене зреле бобице тих сорти. Након сазревања, те сорте остају беле, бледо жуте или „златне“, изгледају као незреле бобице; ово такође има предност да их чини мање привлачним за птице. Доступна је сорта готово без алергена под називом 'Софар'.